# Evelyn Anselevicius
Evelyn Hill Anselevicius (née en 1923 à Hobart, Oklahoma et morte le 2 juillet 2003) est une artiste textile américaine connue pour ses grandes tapisseries géométriques, souvent réalisées avec des techniques et selon les traditions mexicaines.

## Première vie et éducation
Evelyn Anselevicius est née  Evelyn Jane Hill à Hobart, Oklahoma. Elle a grandi dans le Texas Panhandle .  
En 1947, elle fréquente le Black Mountain College dans l' ouest de la Caroline du Nord, où elle étudie avec Josef Albers qui a été précédemment professeur au Bauhaus. Il a une grande influence sur son travail. 
Par la suite, elle fréquente l'Institute of Design de Chicago, où elle rencontre son mari, l'architecte George Anselevicius, qu'elle épouse en mai 1954.  
Elle est d'abord peintre et sculptrice puis entreprend une formation de tisserande. Dans ce cadre, elle effectue un stage chez Majel Chance Obata .  

## Carrière
Dans les années 1950, Evelyn Anselevicius travaille pour Knoll Textiles,. Elle y fait installer un atelier de tissage à la main,  élargissant le spectre des motifs que Knoll pouvait réaliser en tissus tissés à la machine,. Ses réalisations chez Knoll sont plutôt non conventionnelles, comme une laine chartreuse épaisse avec du plastique noir brillant ou l'association de couleurs rose et orange.   
Dans son activité indépendante, son travail se concentre sur des tapisseries monumentales avec des dessins et des motifs géométriques et une utilisation audacieuse de la couleur. Elle utilise  souvent de la laine filée et teinte au Mexique. Ses techniques sont souvent des techniques traditionnelles de tapis mexicains, ou des carrés noués tissés ensemble. Parfois, Evelyn Anselvicius crée des objets en perles fabriqués à partir de perles italiennes enfilées sur un ruban en plastique mexicain. Pendant plusieurs années, elle travaille dans un atelier à San Miguel de Allende, au Mexique, où elle emploie des tisserands locaux. Elle déménage ensuite son atelier à Albuquerque.
Pour ses très grandes tapisseries, elle aime utiliser un des métiers de 3 mètres de large dans la colonie d'artistes à San Miguel de Allende à Guanajuato au Mexique. 

« Il n'y a pas de facteurs inhibiteurs concernant l'utilisation de la couleur pure dans la conception des tissus. La couleur est utilisée de façon relative, comme en peinture. Même les roses et l'orange rayonnants peuvent être utilisés s'ils le sont proportionnellement à l'espace environnant - et en relation avec les couleurs environnantes. Les couleurs me rappellent souvent les sons - hauts et bas, forts et doux. »

— Evelyn Anselevicius, 1953, citée dans Design Since 1945
Elle décède le 2 juillet 2003 à Pleinview, Texas,.

## Expositions et collections
Certains des dessins réalisés par Evelyn Anselevicius pour Knoll dans les années 1950 (sous le nom Evelyn Hill) font partie de l'exposition Good Design de 1952 au Museum of Modern Art de New York .  Son travail a été montré dans l'exposition Wall Hangings au Musée d'Art Moderne en 1969 et aux 5e et 15e Biennales Internationales de Tapisserie à Lausanne en Suisse.  
Son travail fait partie de collections du monde entier, notamment celle du Black Mountain College Museum + Arts Center, le Cooper Hewitt Design Museum, le Museum of Arts and Design, le Museum of Modern Art, le Philadelphia Museum of Art et le Rodin Museum de Philadelphie.